# Лидо Кека (Таранто)
Лидо Кека (итал. Lido Checca) је насеље у Италији у округу Таранто, региону Апулија.
Према процени из 2011. у насељу је живело 7 становника. Насеље се налази на надморској висини од 10 м.